# Igreja Paroquial de Mexilhoeira Grande
A Igreja Paroquial de Mexilhoeira Grande, igualmente conhecida como Igreja de Nossa Senhora da Assunção ou Igreja Matriz de Mexilhoeira Grande, é um edifício religioso na vila de Mexilhoeira Grande, parte do Município de Portimão, na região do Algarve, em Portugal.

## Descrição
O edifício tem três naves, divididas por uma arcada, e uma torre sineira com uma cobertura em domo acantonado, rematado por fogréus. Possuia uma cabeceira tripla. Apresenta uma mistura de estilos, sendo o arco triunfal antes da capela-mor e a porta da torre de traço Manuelino, o portal principal e o arco do absidíolo a Norte de feição Renascentista. No interior, sobressai o retábulo da capela-mor, datado dos princípios do Século XVIII, o retábulo da Capela do Santíssimo Sacramento, de feição Barroca, e o retábulo da Capela de Nossa Senhora da Graça, de traça Rococó. Destacam-se igualmente as imagens de São Luís e de Nossa Senhora da Graça, ambas produzidas durante a segunda metade de seiscentos.
O edifício está situado junto à Rua da Igreja.

## História
A igreja foi construída nos princípios do século XVI, e posteriormente foram feitas grandes obras, onde recebeu traços típicos do estilo renascentista. Foi alvo de uma intervenção nos finais do século XVIII. Em 1977 o edifício recebeu obras de remodelação, em 1993 foram feitos trabalhos de restauro nas talhas, e em 1995 foi feita uma intervenção na sacristia.